# Vuelta Ciclista del Uruguay 1957
La 14ª edición de la Vuelta Ciclista del Uruguay se desarrolló entre el 11 y el 21 de abril de 1957.
Las 12 etapas totalizaron 1554 km. La 7.ª y 8.ª, se disputaron el mismo día (mañana y tarde).
Walter Moyano fue el ganador y obtuvo la primera de sus cinco victorias.

## Etapas
| Etapa      | Fecha       | Recorrido                    | Km       | Ganador de la etapa                    | Líder de la clasificación general |
| 1.ª etapa  | 11 de abril | Montevideo-San José          | 199.6    | Washington Candia (Policial)           | Washington Candia (Policial)      |
| 2.ª etapa  | 12 de abril | San José-Colonia             | 115.9    | Eduardo Puertollano (Peñarol)          | Héctor Castro (U.C. Maragata)     |
| 3.ª etapa  | 13 de abril | Colonia-Mercedes             | 194.7    | Rodolfo Piotto (Olimpia)               | Rodolfo Piotto (Olimpia)          |
| 4.ª etapa  | 14 de abril | Mercedes-Fray Bentos         | CRI 31.7 | Juan Tiscornia (Nacional (Fray Bentos) | Rodolfo Piotto (Olimpia)          |
| 5.ª etapa  | 14 de abril | Fray Bentos-Paysandú         | 141.1    | Eduardo Puertollano (Peñarol)          | Rodolfo Piotto (Olimpia)          |
| 6.ª etapa  | 15 de abril | Paysandú-Salto               | 125      | Giuseppe Sunzeri (Fed. San Pablo)      | Rodolfo Piotto (Olimpia)          |
| 7.ª etapa  | 16 de abril | Colonia Palma-Artigas        | 153.5    | Walter Moyano (Punta del Este)         | Walter Moyano (Punta del Este)    |
| 8.ª etapa  | 17 de abril | Tranqueras-Rivera            | 57.7     | Walter Moyano (Punta del Este)         | Walter Moyano (Punta del Este)    |
| 9.ª etapa  | 18 de abril | Rivera-Tacuarembó            | 121.2    | Miguel Curto Pérez (Policial)          | Walter Moyano (Punta del Este)    |
| 10.ª etapa | 19 de abril | Tacuarembó-Paso de los Toros | 146.8    | Rodolfo Piotto (Olimpia)               | Walter Moyano (Punta del Este)    |
| 11.ª etapa | 20 de abril | Paso de los Toros-Florida    | 162.7    | Ricardo Vázquez (Nacional)             | Walter Moyano (Punta del Este)    |
| 12.ª etapa | 21 de abril | Florida-Montevideo           | 105      | René Deceja (Audax de Montevideo)      | Walter Moyano (Punta del Este)    |

## Clasificaciones finales
| \| 1. \| Walter Moyano \| Uruguay \| Punta del Este Uruguay \| 45h 12' 39" \| \| 2. \| Héctor Castro \| Uruguay \| U.C. Maragata Uruguay \| a 3' 56" \| \| 3. \| René Deceja \| Uruguay \| Audax de Montevideo Uruguay \| a 12' 20" \| \| 4. \| Juan Bautista Tiscornia \| Uruguay \| Nacional (Fray Bentos) Uruguay \| a 13' 32" \| \| 5. \| Rodolfo Piotto \| Uruguay \| Olimpia Uruguay \| a 16' 47" \| \| 6. \| Américo Benítez \| Uruguay \| Peñarol Uruguay \| a 31' 45" \| \| 7. \| Eduardo Puertollano \| Uruguay \| Peñarol Uruguay \| a 40' 35" \| \| 8. \| Ricardo Vázquez \| Uruguay \| Nacional Uruguay \| a 40'35" \| \| 9. \| Dante Sudatti \| Uruguay \| Peñarol Uruguay \| a 45' 53" \| \| 10. \| Miguel Curto Pérez \| Uruguay \| Policial Uruguay \| a 47' 28" \| |                         |         |                                |             |
| 1. | Walter Moyano           | Uruguay | Punta del Este Uruguay         | 45h 12' 39" |
| 2. | Héctor Castro           | Uruguay | U.C. Maragata Uruguay          | a 3' 56"    |
| 3. | René Deceja             | Uruguay | Audax de Montevideo Uruguay    | a 12' 20"   |
| 4. | Juan Bautista Tiscornia | Uruguay | Nacional (Fray Bentos) Uruguay | a 13' 32"   |
| 5. | Rodolfo Piotto          | Uruguay | Olimpia Uruguay                | a 16' 47"   |
| 6. | Américo Benítez         | Uruguay | Peñarol Uruguay                | a 31' 45"   |
| 7. | Eduardo Puertollano     | Uruguay | Peñarol Uruguay                | a 40' 35"   |
| 8. | Ricardo Vázquez         | Uruguay | Nacional Uruguay               | a 40'35"    |
| 9. | Dante Sudatti           | Uruguay | Peñarol Uruguay                | a 45' 53"   |
| 10. | Miguel Curto Pérez      | Uruguay | Policial Uruguay               | a 47' 28"   |

| \| 1. \| C.A. Olimpia \| Uruguay \| 137h 19' 22" \| \| 2. \| Peñarol \| Uruguay \| a 13' 57" \| \| 3. \| Policial \| Uruguay \| a 53' 33" \| \| 4. \| Punta del Este \| Uruguay \| a 53' 33" \| |                |         |              |
| 1. | C.A. Olimpia   | Uruguay | 137h 19' 22" |
| 2. | Peñarol        | Uruguay | a 13' 57"    |
| 3. | Policial       | Uruguay | a 53' 33"    |
| 4. | Punta del Este | Uruguay | a 53' 33"    |